# 10318 Sumaura
10318 Sumaura (1990 TX) là một tiểu hành tinh vành đai chính được phát hiện ngày 15 tháng 10 năm 1990 bởi T. Nomura và K. Kawanishi ở Minami-Oda.